# Campanha da Mesopotâmia
A Campanha da Mesopotâmia foi uma campanha no teatro de operações do Oriente Médio da Primeira Guerra Mundial que colocou frente-a-frente os Aliados, representados pelo Império Britânico, na sua maioria por tropas da Índia britânica, e as Potências Centrais, representadas por tropas do Império Otomano.

## Antecedentes
O Império Otomano tinha conquistado a região no início do século XVI mas, contudo, nunca teve o controlo total dessa zona. No virar do século XIX chegaram as reformas. Uma delas foi a linha de caminho-de-ferro entre Berlim e Bagdá, em 1888. Em 1915, o tempo de viagem entre Istambul e Bagdá tinha passado para 21 dias.
A Anglo-Persian Oil Company tinha os direitos exclusivos sobre os depósitos de petróleo no Império Cajar à excepção das províncias do Azerbaijão, Ghilan, Mazendaran, Asdrabad e Coração.  Em 1914, antes da guerra, o governo britânico tinha assinado um contrato com a companhia para o fornecimento de petróleo à marinha. O Kuwait era outro local estratégico para os britânicos. Os otomanos não esperavam que algo acontecesse nesta região.
A área operacional da campanha da Mesopotâmia estava limitada as terras irrigadas pelos rios Eufrates e Tigre. O principal desafio era movimentar as tropas e os abastecimentos através dos pântanos e dos desertos que circundavam a área do conflito.
Pouco depois da guerra ter começado na Europa, os britânicos enviaram uma força militar para proteger Abadã. Em Abadã ficava uma das primeiras refinarias de petróleo do mundo. O plano operacional britânico incluía tropas de desembarque no Xatalárabe. A 6.ª Divisão indiana, do Exército da Índia Britânica foi a escolhida, e foi designada por Força Expedicionária Indiana D (FEID).
O Quarto Exército otomano estava nessa região. O exército era composto por dois Corpos, o XII com a 35.ª e 36.ª Divisões em Mosul, e o XIII com a 37.ª  e 38.ª Divisões em Bagdá.
No dia 29 de Outubro de 1914, depois da perseguição ao Goeben e Breslau, o Breslau bombardeou o porto de  Teodósia do Mar Negro. A 30 de Outubro, o Alto Comando em Istambul alterou a disposição das forças.  A 2 de Novembro, o Grão-Vizir Said Halim Paxá expressou o seu desagrado em relação às operações da marinha britânica. O Ministro das Relações Exteriores da Rússia, Sergey Sazonov, afirmou já ser tarde e a Rússia considerou esta acção como um acto de guerra. O gabinete tentou explicar que as hostilidades tinham começado sem a sua aprovação pelos oficiais alemães da marinha. Os Aliados insistiram que a Rússia devia ser recompensada pelo ataque; pediram a demissão dos oficiais alemães do Goeben e Breslau; e o afastamento dos navios alemães até ao fim da guerra. Mas antes que o governo otomano desse uma resposta, a Grã-Bertanha e a França declararam guerra ao Império otomano a 5 de Novembro. A Declaração de Guerra oficial chegou a 14 de Novembro.
Quando a Campanha do Cáucaso se tornou uma realidade com a Ofensiva Bergmann, Enver Paxá enviou a 37.ª Divisão e o quartel-general do XIII Corpo para o Cáucaso para apoiar o Terceiro Exército otomano. O XII Corpo foi mobilizado para a Campanha do Sinai e Palestina. O Quarto Exército foi enviado para a Síria para substituir o Segundo Exército que foi para Istambul. No lugar do Quarto Exército estava a Área de Comando Iraquiana apenas com a 38.ª Divisão sob o seu comando.
A Mesopotâmia era uma área de pouca prioridade para os otomanos. Os Regimentos do XII e XIII Corpos eram mantidos a um nível baixo durante o período de paz. O tenente-coronel Süleyman Askerî Bey tornou-se o seu comandante. He reordenou porções da XXXVIII Divisão na foz do Xatalárabe. A restante força defensiva estava estacionada em Baçorá. O Ottoman General Staff nem sequer tinha um mapa completo da Mesopotâmia. Tentaram desenhar um mapa com a ajuda de pessoal que tinha trabalhado no Iraque antes da guerra, mas sem sucesso. Enver Paxá comprou dois mapas alemães à escala de 1/1.500.000.

## Operações

### 1914

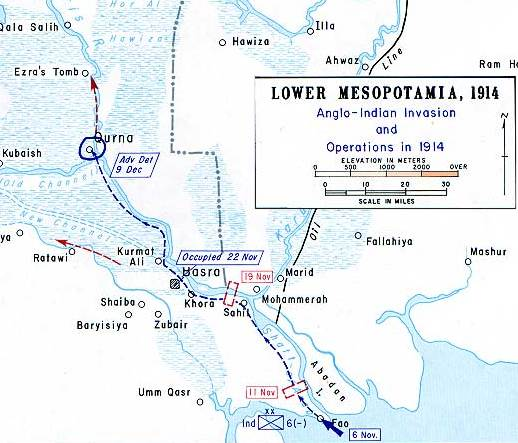
Ofensiva inicial britânica em 1914

A 6 de Novembro de 1914 tem início a ofensiva britânica com um bombardeamento da força naval ao velho forte em Al-Faw, localizado no ponto onde o Xatalárabe desagua no Golfo Pérsico. No desembarque em Al-Faw, a  Força Expedicionária Indiana D (FEI D) britânica, incluindo a 6ª Divisão Poona, liderada pelo tenente-general Arthur Barrett e assistida por Sir Percy Cox como comissário político, ficou frente-a-frente com 350 soldados otomanos e quatro canhões. Em meados de Novembro, a Divisão Poona já estava totalmente em terra e avançou para a cidade de Baçorá.
A 22 de Novembro, a cidade de Bassorá foi ocupada pelos britânicos durante a Batalha de Baçorá, na qual combateram contra uma força de soldados otomanos do Comando de Área Iraquiano comandada por Suphi Bei, o governador de Baçorá. As tropas otomanas fugiram depois de um curto combate, abandonando Bassorá e retirando-se rio acima. Os britânicos ocuparam Bassorá e estabeleceram uma nova ordem na cidade. Continuaram, então, o seu avanço e, na Batalha de Qurna, conseguiram capturar Subi Bei e 1 000 soldados otomanos. Os britânicos conseguiram, assim, uma posição forte e asseguraram que Bassorá e os seus poços de petróleo ficassem protegidos de ataques otomanos. O principal exército otomano, comandado por Calil Paxá, estava localizado a 275 miles a noroeste de Bagdade. Poucos esforços fizeram para expulsar os os britânicos.

### 1915

Operações em 1915
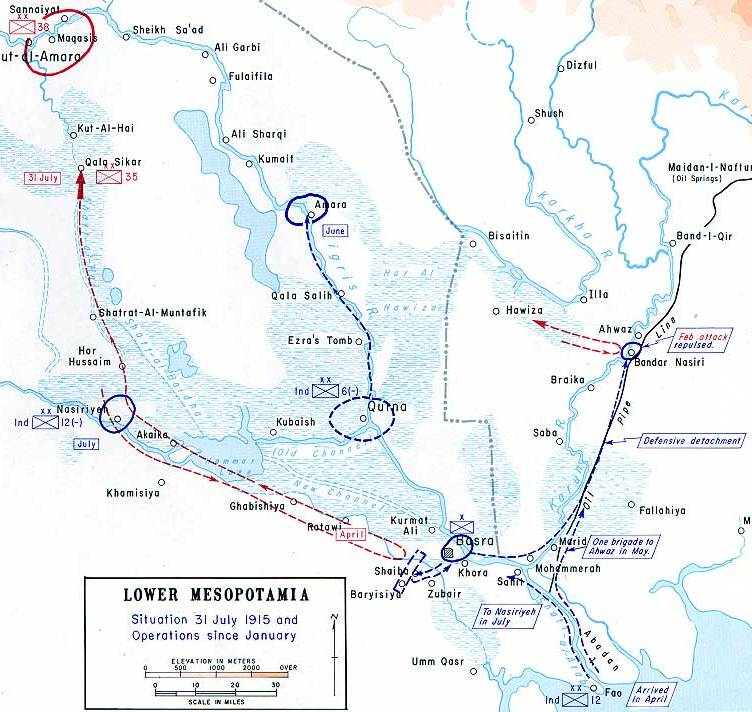
Julho, Ofensiva britânica
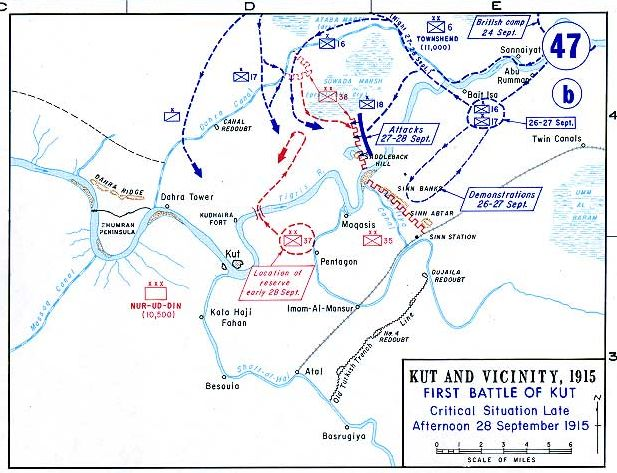
Setembro, Ofensiva britânica
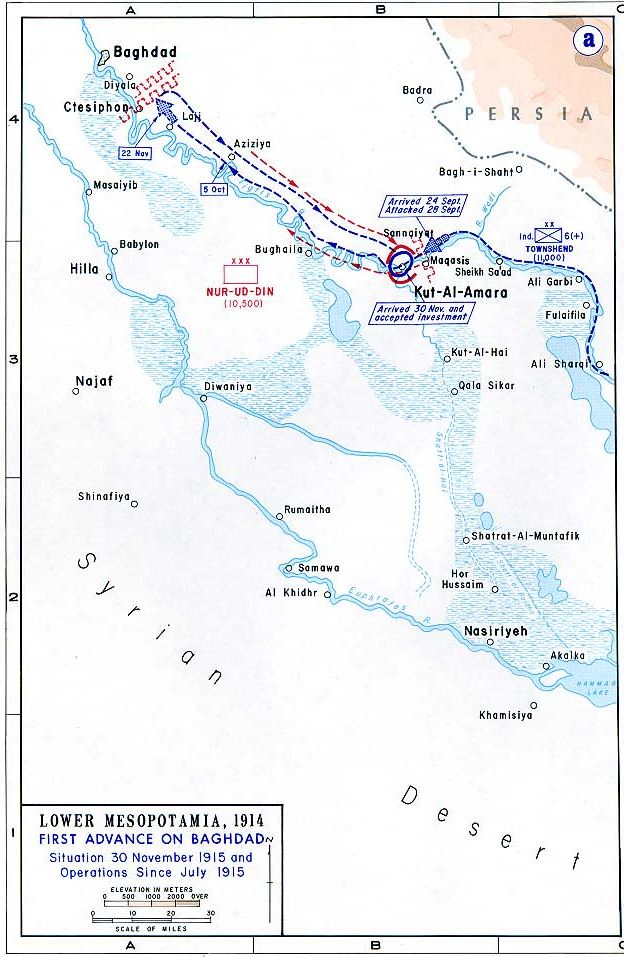
Novembro, Ofensiva britânica
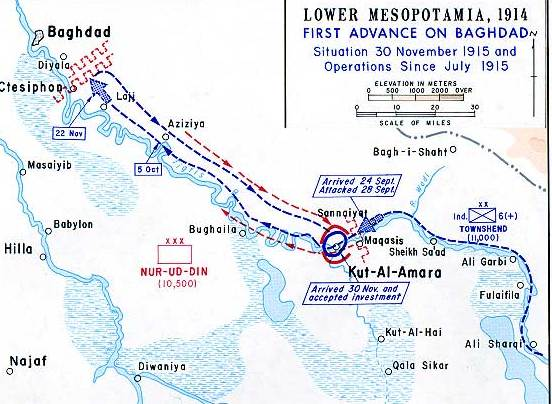
Novembro, Ofensiva britânica (detalhe)
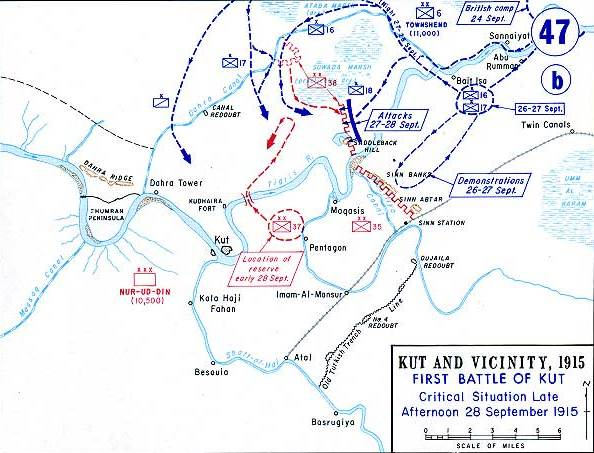
Dezembro, Cerco de Kut

A 2 de Janeiro, Süleyman Askerî Bei assumiu o comando da área iraquiana. O Exército otomano não tinha recursos, no momento, para se mudar para esta região pois as zonas de Galípoli, Cáucaso e Palestina eram mais prioritárias. Süleyman Askerî Bei enviou cartas para sheiks árabes numa tentativa de os organizar para lutarem contra os britânicos. Ele queria recapturar a região do Xatalárabe a qualquer custo.
No dia 12 de Abril, Süleyman Askerî atacou o campo britânico em Xaiba naquela que ficou conhecida como a Batalha de Xaiba. Ele possuía cerca de 4 000 soldados regulares e 14 000 soldados árabes irregulares. O ataque começou cedo, de manhã. Estas forças, providenciadas pelos sheiks árabes, não produziram quaisquer resultados. Contudo, a infantaria otomana lançou uma série de duros ataques ao campo fortificado britânico tentando, mais tarde, contorná-lo. Quando a cavalaria e a infantaria britânicas contra-atacaram, Suleyman Askari fez recuar as suas tropas. No dia seguinte, os britânicos atacaram as suas posições defensivas. A batalha foi dura mas a infantaria britânica conseguiu derrotar a oposição otomana. As baixas do lado otomano foram de 2400 homens mortos, feridos ou feitos prisioneiros, e duas peças de artilharia destruídas. A retirada terminou 75 milhas acima no rio em Hamisiye. Süleyman Askerî foi ferido em Xaiba. Desapontado e deprimido, suicidou-se no hospital em Bagdade  Para ocupar o seu lugar, foi nomeado o coronel Nuredine Paxá, a 20 de Abril de 1915. Nuredine foi um dos poucos oficiais a alcançarem uma posição de comando elevada sem, no entanto, ter um nível académico muito elevado; em compensação, a sua experiência em combate era bastante significativa.
Devido ao inesperado sucesso, o comando britânico reconsiderou o seu plano e o general Sir John Nixon foi enviado em Abril de 1915 para assumir o comando. Deu ordens a Townshend para avançar até Kut-al-Amara ou, até mesmo, a Bagdade, se possível. Townshend, e o seu pequeno exército, avançaram pelo rio Tigre. Derrotaram as várias forças otomanas enviadas para os deter. Em termos logísticos, o seu avanço foi difícil, mas foi conseguido.
Enver Paxá preocupava-se com a possibilidade da queda de Bagdade. Tomou consciência do erro de subestimar a importância da campanha da Mesopotâmia. Deu ordem à 35ª Divisão e a Mehmet Fazıl Paxá para regressar à sua antiga posição, Mosul. A 38ª Divisão foi reconstituída. O 6ª Exército otomano foi criado a 5 de Outubro de 1915, e o seu comandante era o general alemão de 76 anos, Colmar von der Goltz. Von der Goltz era um famoso historiador militar que tinha escrito vários livros sobre operações militares. Passou vários anos como conselheiro militar do Império Otomano. No entanto, ele estava em Thrace a comandar o 1º Exército otomano e a sua chegada ao teatro da campanha ainda demorou um tempo. O coronel Nuredine, ex-comandante da Comando da Área Iraquiana, continuava nas suas funções no terreno.

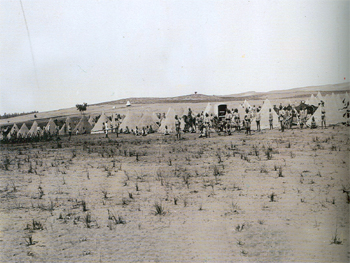
Quartel-general do 6.º Exército otomano

A 22 de Novembro, Townshend e Nuredine ficaram frente-a-frente na Batalha de Ctesifonte, uma cidade a 25 milhas a sul de Bagdade. O combate durou cinco dias e o resultado foi um impasse com as tropas otomanas e britânicas a retirarem-se do campo-de-batalha. Townshend decidiu que a retirada devia ser total, enquanto que Nuredine, ao aperceber-se da retirada britânica, cancelou a sua e seguiu os britânicos. Townshend dirigiu-se para Kut-al-Amara, onde estabeleceu aí a sua posição fortificada. Nuredine e as suas forças tentaram cercar os britânicos com o XVIII Corpo composto pelas 45ª e 51ª Divisões e pela 2ª Brigada de Cavalaria Tribal. A força britânica, exausta e enfraquecida, refugiou-se nas defesas de Kut-al-Amara. A retirada terminou a 3 de Dezembro. Nuredine cercou os britânicos em Kut-al-Amara, e enviou outras forças rio abaixo para prevenir a susbtiruição da guarnição britânica.
A 7 de Dezembro, o Cerco de Kut-al-Amara teve início. Na perspectiva dos otomanos, o cerco permitiu ao 6.º Exército efectuar outras operações; na perspectiva britânica, defender Kut em oposição a retirarem-se para Bassorá era um erro pois Kut era um local isolado. Podia ser defendido mas não reabastecido. Von der Goltz ajudou as forças otomanas a construir posições defensivas em redor de Kut. O 6º Exército foi reorganizado em dois Corpos, o XIII e o XVIII. Nuredine Paxá entregou o comando a Von der Goltz. Com a reorganização, o 6.º Exército cercou os britânicos. As novas posições fortificadas alemãs bloquearam qualquer hipótese para resgatar Townshend. Townshend sugeriu uma tentativa de quebrar o cerco mas aquela foi rejeitada por Sir John Nixon; no entanto, acabou por ceder. Nixon, sob o comando do general Aylmer, estabeleceu uma força de substituição. O general Aylmer tentou por três vezes quebrar o cerco, mas sem sucesso.

### 1916
A 20 de Janeiro, Enver Paxá substituiu Nuredine Paxá pelo coronel Halil Kut (Calil Paxá). Nuredine Paxá não queria trabalhar com um general alemão. Enviou um telegrama ao ministro da Guerra: "O Exército Iraquiano já demonstrou que não precisa do conhecimento militar de Goltz Paxá...". Após o primeiro fracasso, o general Nixon foi substituído pelo general Lake. As forças britânicas receberam poucas provisões por via aérea. No entanto, estes reabasteciementos não eram em número suficiente para alimentar a guarnição. Halil Kut forçou os britânicos a escolher entre passar fome ou render-se, embora tivessem tentado acabar com o cerco.
Entre Janeiro e Março de 1916, tanto Townshend como Aylmer lançaram vários ataques numa tentativa de quebrar o cerco. Por ordem cronológica, os ataques deram origem às batalhas de Xeique Saade, Uádi, Hanna e Dujaila Redoubt. Esta série de tentativas britânicas de derrubar o cerco não obteve qualquer sucesso e os custos foram altos. Ambos os lados sofreram as baixas foram pesadas. Em Fevereiro, o XIII Corpo recebeu o reforço da 2.ª Divisão de Infantaria. As rações e a esperança estavam a escoar-se para Townshend em Kut-al-Amara. As doenças estavam a aumentar e não havia forma de as tratar.
A 19 de Abril, o marechal-de-campo Von der Goltz morreu de cólera. No dia 24 de Abril, foi feita uma nova tentaiva de abastecer a cidade, desta vez por rio, pelo navio a vapor Julnar, que também fracassou. Sem qualquer forma de serem reabastecidos, e com novos ataques dos otomanos, Townshend decidiu não esperar por reforços e rendeu-se a 29 de Abril de 1916. A força restante em Kut-al-Amara, 13 164 homens, ficou prisioneira dos otomanos.
Para os britânicos, a perda de Kut doi uma derrota humilhante. Já há muitos anos que um grupo de soldados do Exército britânico daquela dimensão não se rendia ao inimigo. Esta derrota seguia-se a outra ocorrida quatro meses antes na Campanha de Galípoli. Quase todos os comandantes britânicos envolvidos nas tentativas de salvar Townshend, e as suas tropas, foram retirados do comando.
Um dos principais problemas dos britânicos era a falta de infraestruturas logísticas. Quando os navios chegavam a Baçorá, a sua carga tinha de ser descarregada por pequenos barcos, que era, então, levada para os insuficientes armazéns. Os navios ficavam ao largo durante dias para serem descarregados. Depois, as provisões tinham de ser levados para norte, ao longo do rio, por navios-a-vapor de pequeno porte pois praticamente não havia vias terrestres. Por outro lado, a quantidade de mantimentos habitualmente enviada não era suficiente para abastecer as tropas. Foi pensado um plano para construir um caminho-de-ferro, mas o governo indiano rejeitou-o, em 1915, sendo aprovado após o cerco de Kut. Depois da derrota em Kut, os britânicos fizeram um esforço para melhorar a capacidade de mobilizar homens e equipamentos para os locais de acção, mantendo-os abastecidos. O porto de Bassorá foi melhorado por forma a que os navios pudessem ser descarregados com rapidez. Foram construídas estradas ao redor da cidade; criaram-se locais de acampamento e armazenagem para receber as tropas e os materiais do porto. Foram trazidos mais e melhores navios-a-vapor para os reabastecimentos através do rio. E também foram construídos hospitais para tratar dos doentes e dos feridos. Deste modo, os britânicos puderam levar mais tropas e equipamentos para as linhas da frente mantendo-as devidamente abastecidas para uma nova ofensiva.

### 1917

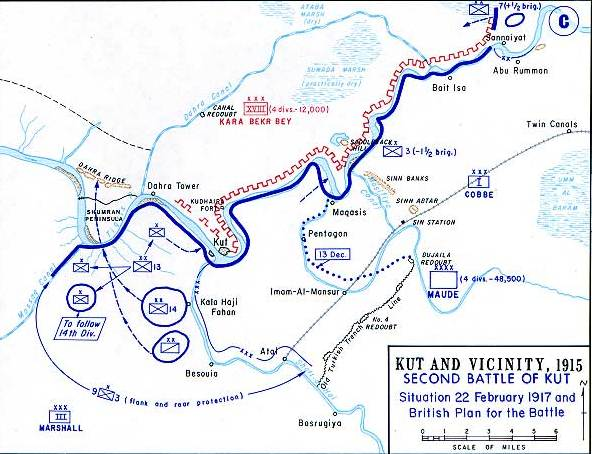
O exército do general Maude captura Kut (1917)

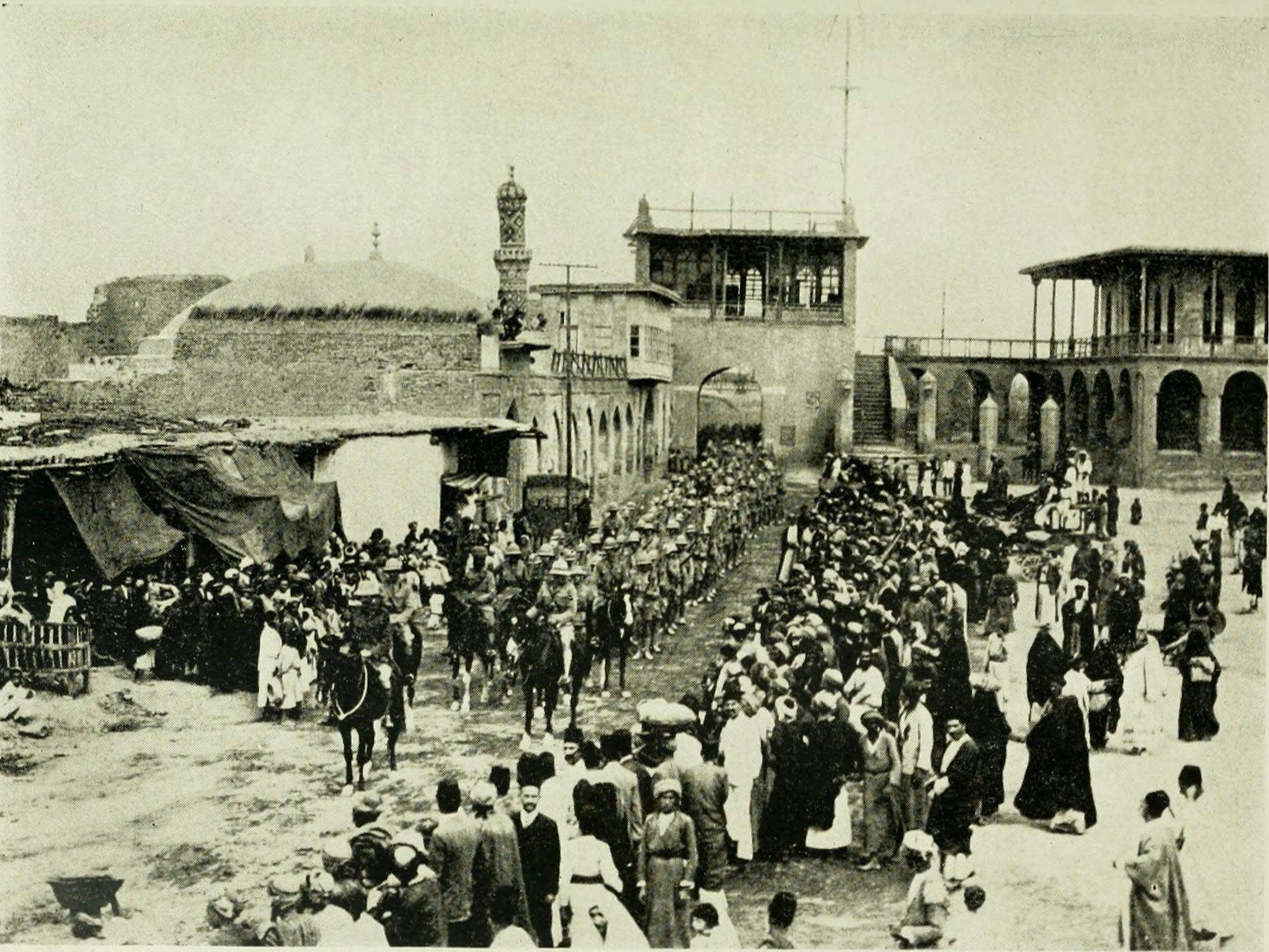
March 1917, Tropas britânicas a entrar em Bagdade (Março de 1917)

Os britânicos recusaram-se a aceitar a derrota, e assim, o novo comandante, general Maude recebeu reforços e equipamentos. Nos seis meses seguintes, treinou e organizou o seu exército. Ao mesmo tempo, o 6.º Exército otomano estava a ficar mais fraco. Calil Paxá recebeu poucos substitutos e acabou por acabar com a 38.ª Divisão utilizando os seus soldados como substitutos em outras divisões: a 46.ª, a 51.ª, a 35.ª e a 52.ª.
A ofensiva de Maude teve início a 13 de Dezembro de 1916. Os britânicos avançaram por ambos os lados do rio Tigre, forçando o exército otomano a sair de várias posições fortificadas ao longo do caminho. A ofensiva do general Maude era metódica, organizada e bem sucedida. Calil Paxá conseguiu concentrar a maioria das suas forças perto de Kut. No entanto, Maude alterou o seu avanço para a outra margem do rio, contornando as forças otomanas. O XVIII Corpo otomano escapou à destruição por apenas lutar em pequenas escaramuças à sua retaguarda. Acabou por perder bastante equipamento e mantimentos. Os britânicos ocuparam Kut e continuaram o avanço ao longo do reio Tigre.
No início de Março, os britânicos estavam próximo de Bagdade, e a guarnição desta cidade, sob o comando do governador da província, Calil Paxá, tentou bloquear o avanço no rio Diala. O general Maude conseguiu evitar as tropas otomanas, destruindo o seu regimento e capturando as suas posições defensivas. Calil Paxá retirou as suas tropas, de forma desorganizada, da cidade. A 11 de Março de 1917, os britânicos entraram em Bagdade onde foram recebidos como libertadores. O Exército Indiano Britânico teve um papel significativo na libertação da cidade. Por entre a confusão que foi a retirada das tropas otomanas (cerca de 15 000), a maioria foi capturada. Uma semana depois da queda da cidade, o general Maude emitiu a proclamação de Bagdade, que contém a frase «Os nossos exércitos não entram nas vossas cidades como conquistadores ou inimigos, mas sim como libertadores».
Calil Paxá retirou-se com o seu 6.º Exército rio acima e instalou o seu quartel-general em Mossul. No total, a sua força era composta por 30 000. Em Abril, recebeu o reforço da 2.ª Divisão de Infantaria mas, no geral, a situação estratégica dos otomanos era deficiente, por altura da Primavera de 1917. Depois da captura de Bagdade, Maude parou o avanço. Achava que a linha de abastecimento era demasiado longa, e que as condições meteorológicas do Verão naõ ajudavam à campanha, para além de lhe ter sido negado os reforços de que necessitava.
O general Maude morreu de cólera a 18 de Novembro. Foi substituído pelo general William Marshall que deu ordem para parar as operações do Inverno.

### 1918

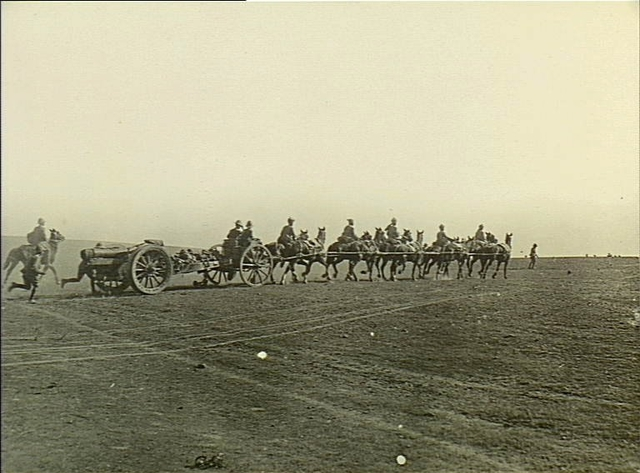
Chegando ao rio Pequeno Zabe, 120 km em dois dias

Os britânicos continuaram a sua ofensiva no final de Fevereiro de 1918 com a captura de Hīt e Khan al Baghdadi em Março, e Kifri em April. Nos meses seguintes, os britânicos tiveram de transferir as suas tropas para a Campanha do Sinai e Palestina para dar apoio na Batalha de Megido. O general Marshall transferiu algumas das tropas para leste, para apoiar as operações do general Lionel Dunsterville, na Pérsia, durante o Verão de 1918. o seu poderoso exército estava «surpreendentemente inactiv, não só na estação quente como na fria». A luta na Mesopotâmia já não era desejada.
As condições para o armistício entre os Aliados e o Império Otomano começaram a ser negociadas em Outubro. O general Marshall, no seguimento de instruções do Departamento de Guerra britânico de «fazer todos os esforços por conquistar e controlar o máximo possível no [rio] Tigre antes do apito final» partiu para mais uma ofensiva pela última vez. O general Alexander Cobbe comandou a força britânica a partir de Bagdade a 23 de Outubro de 1918. Em dois dias marcharam cerca de 129 km, chegando ao rio Pequeno Zabe, onde era esperado encontrar, e entrar em combate, o 6.º Exército otomano, liderado por Ismail Hakki Bei. A batalha ocorreu em Batalha de Sharqat, onde as tropas otomanas foram quase todas capturadas.

#### Armistício de Mudros, Outubro
A 30 de Outubro de 1918, o Armistício de Mudros foi assinado e ambas as partes aceitaram as suas actuais posições. O general Marshall aceitou a rendição de Calil Paxá e do 6.º Exército otomano no mesmo dia. Mas Cobbe não manteve a sua posição, tal como previsto no armistício, e continuou a avançar para Mossul perante o protesto dos turcos. As tropas britânicas marcharam para Mossul, sem qualquer resistência, a 14 de Novembro de 1918. A luta pela propriedade da província de Mossul, e pelos poços de petróleo, tornaram-se um problema internacional. A guerra na Mesopotâmia terminou a 14 de Novembro de 1918, 15 dias depois do Armistício e um dia depois da ocupação de Istambul.

Comandantes
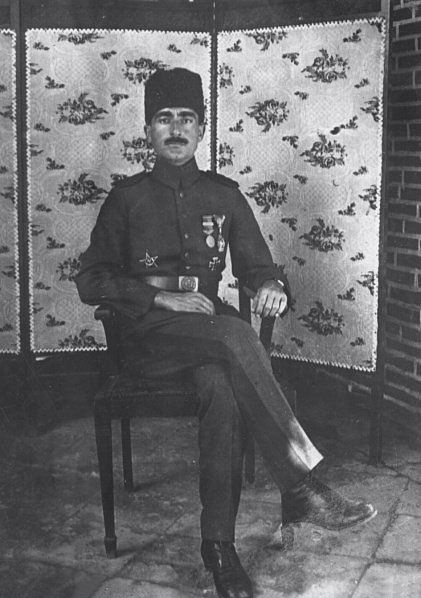
Mirliva Calil Paxá
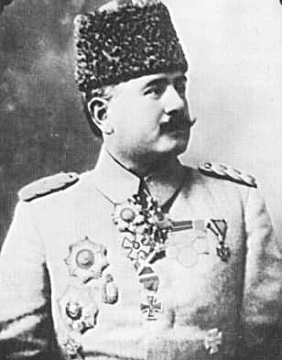
Miralay Kâzım Bei
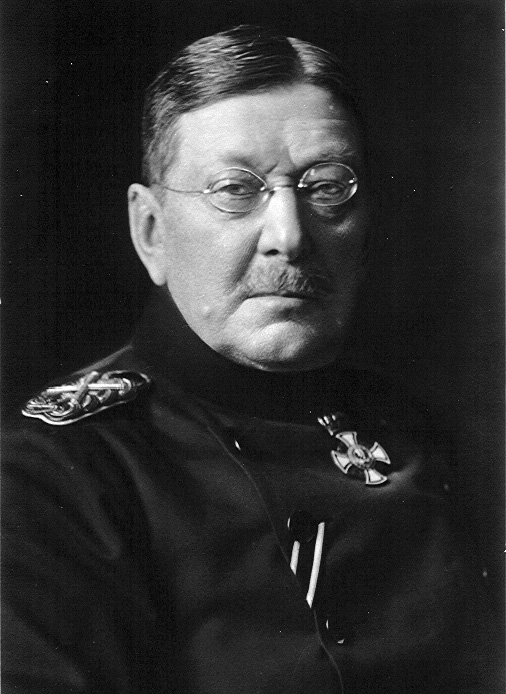
Müşir Goltz Paxá
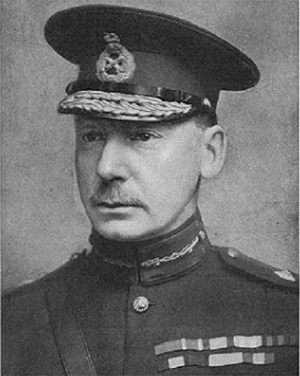
Major-general Townshend
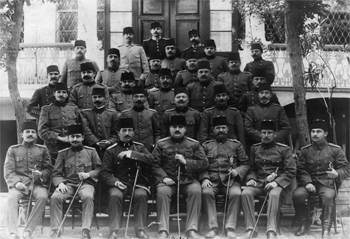
Oficiais do 6.º Exército otomano

## Rescaldo
Com as tropas indianas britânicas no terreno, os britânicos mandaram vir funcionários civis da Índia com o conhecimento de como gerir uma colónia. A expulsão dos otomanos da região abalou o equilíbrio de poder secular. Os árabes que acreditavam que a expulsão dos otomanos levaria a uma maior independência, e que lutaram contra as forças otomanas, ao lado dos Aliados, estavam perante um novo dilema. Ficaram desapontados com os argumentos sobre o estabelecimento do Mandato Britânico da Mesopotâmia.
Durante 1918 e 1919, foram criadas três sociedades secretas anticoloniais. Em Najafe, a Jamiyat an Nahda al Islamiya (A Liga do Despertar Islâmico) foi organizada. Al Jamiya al Wataniya al Islamiya (A Liga Nacional Muçulmana) foi criada com o objectivo de organizar e mobilizar a população para uma grande resistência. Em Fevereiro de 1919, em Bagdade, uma coligação de mercadores xiitas,  professores e funcionários civis sunitas, ulemás xiitas e sunitas  e oficiais iraquianos, formaram o Haras al Istiqlal (os Guardiões da Independência). A istiqlal tinha membros em Carbala, Najafe, Kut e Al-Hillah. Os britânicos estavam numa situação difícil com o Problema de Mossul. Adoptavam medidas desesperadas para proteger os seus interesses. A Revolta iraquiana contra os britânicos teve início pouco depois de os britânicos terem declarado a sua autoridade e só foi terminada com o apoio da RAF Iraq Command durante o Verão de 1920.
O parlamento otomano aceitou a cessação da região, mas tinha uma diferente perspectiva do problema de Mossul. Declararam o Misak-ı Milli. O Misak-ı Milli estabelecia que a Província de Mossul era uma parte da sua terra-natal, baseada num passado, história, conceitos de moral e leis comuns. Presumivelmente, de uma perspectiva britânica, se Mustafa Kemal Atatürk tivesse sucesso em estabelecer a República da Turquia em segurança, ele voltaria a sua atenção para a reconquista de Mossul e penetrar na Mesopotâmia, onde, provavelmente, as populações nativas se lhe juntariam. O secretário de estado das Relações Exteriores tentou rejeitar qualquer existência de petróleo na região de Mossul. A 23 de Janeiro de 1923, Lord Curzon comentou que a existência de petróleo não era mais do que uma hipótese. Contudo, de acordo com Armstrong, «A Inglaterra queria petróleo. Mossul e os curdos eram a chave.»

## Batalhas da campanha
- Desembarque em Al-Faw
- Batalha de Bassorá (1914)
- Batalha de Qurna
- Batalha de Xaiba
- Batalha de Es Sinn
- Batalha de Ctesiponte (1915)
- Cerco de Kut 
Tentativas de acabar com o cerco:
  - Batalha de Sheikh Sa'ad
  - Batalha de Wadi
  - Batalha de Hanna
  - Batalha de Dujaila Redoubt
  - Primeira Batalha de Kut
- Segunda Batalha de Kut
- Queda de Bagdade (1917)
- Ofensiva de Samarrah
- Batalha de Jebel Hamlin
- Batalha de Istabulat
- Batalha de Ramadi (1917)
- Acção de Khan Baghdadi
- Batalha de Sharqat